# Martis
Martis (sard. Maltis) – miejscowość i gmina we Włoszech, w regionie Sardynia, w prowincji Sassari. Graniczy z Chiaramonti, Laerru, Nulvi i Perfugas.
Według danych na rok 2004 gminę zamieszkiwało 630 osób, 27,46 os./km².